# Jean de Bonnay de Breuille
Pour les articles homonymes, voir Bonnay.
 Jean de Bonnay de Breuille , né le 27 juillet 1766 à La Harazée (Marne), mort le 15 février 1818 à Vienne-le-Château (Marne), est un militaire français de la Révolution et de l’Empire.

## États de service
Élève à l’École militaire de Paris le 14 octobre 1780, il prend rang de sous-lieutenant le 27 juillet 1781, et passe le 17 juillet 1783, dans le régiment Royal des Vaisseaux. Lieutenant le 28 septembre 1788, et capitaine le 1er avril 1792, il fait les guerres de 1792 et 1793 à l’armée du Nord. Il a le mollet droit emporté par un boulet le 6 novembre 1792, à la bataille de Jemappes, où il commande le 1er bataillon de grenadiers de l’avant-garde.
Le 28 novembre 1796, il passe adjudant de place à Hesdin, et le 9 novembre 1798, il reçoit son brevet de chef de bataillon à la 95e demi-brigade d’infanterie de ligne, avec laquelle il fait les campagnes de l’an VII à l’an IX à l’armée du Rhin. Il est promu chef de brigade le 11 octobre 1801, pour être employé comme commandant d’armes, mais ce n’est que le 22 juillet 1803, qu’il obtient des lettres de service pour la place de Neuf-Brisach. Il est fait chevalier de la Légion d’honneur le 25 mars 1804.
Le 1er février 1808, il est appelé au commandement de Thionville, et le 26 août 1810, il passe à celui de Nimègue. Après l’évacuation de cette place par les troupes françaises, il se redéploye avec sa garnison sur Maastricht, où il se fait remarquer pendant toute la durée du blocus. 
Rentré en France en 1814, après la reddition de la ville, il est désigné le 10 décembre 1814, pour prendre le commandement de Thionville. Il est confirmé dans son emploi pendant les Cent-Jours, et il remet cette place le 2 décembre 1815, aux alliés. Il est admis à la retraite le 15 juin 1816.
Il meurt le 15 février 1818, à Vienne-le-Château.

## Famille
- Frère du général Gabriel de Bonnay de Breuille (1771-1833).

## Sources
- A. Lievyns, Jean Maurice Verdot, Pierre Bégat, Fastes de la Légion-d'honneur, biographie de tous les décorés accompagnée de l'histoire législative et réglementaire de l'ordre, Tome 4, Bureau de l’administration, 1844, 640 p. (lire en ligne), p. 294.
- « Cote LH/283/58 », base Léonore, ministère français de la Culture
- Danielle Quintin et Bernard Quintin, Dictionnaires des colonels de Napoléon, S.P.M., 2013, 978 p. (ISBN 978-2-296-53887-0, lire en ligne), p. 115
- Léon Hennet, Etat militaire de France pour l’année 1793, Siège de la société, Paris, 1903, p. 93.